# 郑达甫
郑达甫（1891年—1956年），海派画家，锦灰堆艺术杰出代表。别名孝纲、佐宸，浙江镇海人。

## 生平
郑达甫年少时家境贫寒，但喜绘画，尤擅临摹。曾任镇海县中小学教师，镇海政府书记。后赴上海，靠卖画为生，替人代笔捉刀，故画作多署名“古闽杨渭泉”，后成为上海著名画家。中华人民共和国成立后被聘为上海市文史馆馆员。